# داون سيرز
داون سيرز (بالإنجليزية: Dawn Sears)‏ هي مغنية ومغنية مؤلفة أمريكية، ولدت في 7 ديسمبر 1961 في إيست غراند فوركس في الولايات المتحدة، وتوفيت في 11 ديسمبر 2014 في غالاتين في الولايات المتحدة بسبب سرطان الرئة.

## وصلات خارجية
- الموقع الرسمي
- داون سيرز على موقع IMDb (الإنجليزية)
- داون سيرز على موقع ميوزك برينز (الإنجليزية)
- داون سيرز على موقع ديسكوغز (الإنجليزية)